# Мисливські перегони
«Мисливські перегони» (англ. Hunter's Run) — науково-фантастичний роман 2007 року, написаний Деніелом Абрахамом, Ґарднером Дозуа та Джорджем Мартіном. Це сильно переписана та розширена версія попередньої новели під назвою «Тіньовий близнюк».
Роман спочатку був опублікований Harper Voyager у Великій Британії у вересні 2007 року з фото обкладинки Тоні Світом. У січні 2008 року Eos/ HarperCollins опублікували його в США з обкладинкою Стефана Мартіньера. Subterranean Press опублікувала обмежене видання з обкладинкою Боб Еґґлтона.

## Короткий зміст сюжету
На колоніальній планеті Сан-Паулу під час бійки біля бару через жінкучоловік на ім'я Рамон Еспехо вбиває чоловіка. З'ясовується, що той чоловік був дипломатом, і Еспехо вирішує залягти на дно в пустелі на півночі головного континенту планети. Переховуючись, він випадково натрапляє на інопланетну установку. Підозрілі прибульці хапають його і знепритомнюють.
Коли Рамон прокидається, він дізнається, що ще один чоловік пішов за ним і знайшов схованку прибульців. Згодом він втік, імовірно, щоб розповісти про існування прибульців решті колонії. Прибульці не хочуть цього і тому за допомогою високорозвинених технологій встановлюють контроль над Рамоном, вирішивши, що оскільки він людина, то його можна використати для вистежування і знаходження іншого втікача. Рамон спочатку намагається тягнути час і допомагати своїй «здобичі», але його плани руйнує викрадач Манек, з яким він згодом знайомиться ближче під час спільних подорожей. Рамон розуміє, що інопланетяни не є злими чи принципово незрозумілими, а лише культурно відмінними. Він дізнається дещо про їхню расу і, відповідно, починає ставити під сумнів деякі аспекти свого життя.
Зрештою, йому відкривається, що людина, за якою вони женуться, насправді є «справжнім» Рамоном, а він (чоловік, якого утримує в полоні Манек) насправді є штучним клоном, створеним прибульцями. Ніколи не було ніякого іншого чоловіка, який увірвався в інсталяцію, це був Рамон, який втік. Зневіреному Рамону-клону вдається втекти, обдуривши свого інопланетного наглядача, і врешті-решт він зустрічається зі своїм справжнім Рамоном. Справжній Рамон не впізнає його, оскільки клон значно молодший і в кращій формі. Після деякого часу спільної подорожі клон розуміє, що насправді він не дуже подобається людині, якою він є (або був); оригінал ніколи не зустрічався з Манеком і не знайомився з прибульцями, а отже, не мав часу обдумати деякі питання, з якими почав боротися клон. Після того, як справжній Рамон нарешті бачить, що подорожує з людиною, яка має дивовижну схожість з ним, клон у відчаї вбиває свого оригіналу, а потім, прийнявши його (колишню?) ідентичність, починає нове життя в столиці.
Роман закінчується тим, що він вирішує повернутися, укласти мир і звернутися до прибульців, намагаючись використати їхні знання про мінеральні багатства планети для свого збагачення. Історія закінчується до того, як ми дізнаємося їхню відповідь на цю пропозицію.

## Процес написання
Після тексту роману йде розділ, у якому пояснюється, як книга була написана та переписана протягом 30 років, включаючи інтерв'ю з усіма трьома авторами та те, як вони замислювали ідеї для книги.
У 1976 році автор наукової фантастики та редактор Дозойс задумав історію, яка починається з людини, що ширяє в темряві. Дозоа придумав ім'я Рамона, етнічну приналежність (вважаючи, що іспаномовні герої були недостатньо представлені в науковій фантастиці) і його основне становище, але історія не просунулася далеко. Наступного року, працюючи запрошеним викладачем у католицькому жіночому коледжі на запрошення Мартіна, свого друга та колеги, Дозоа прочитав цю історію вголос. Мартін вважав цю історію цікавою, і чекав, поки Дозой закінчить її, але Дозой не зміг цього зробити. У 1981 році Дозойс запропонував Мартіну продовжити історію, що він і зробив, довівши історію до початку послідовності погоні. Мартіну спала на думку розширити історію до 500-сторінкового роману про екосистему Сан-Паулу.
Після того, як його написання історії зупинилося в 1982 році, Мартін повернув її назад Дозойсу, запропонувавши їм по черзі працювати над нею, поки вона не буде готова. Однак Дозойс не зміг придумати жодних ідей щодо того, як діяти далі, і книга залишалася в ящику його столу до 2002 року, коли вони з Мартіном вирішили привернути увагу третього автора, Деніела Абрагама, до цієї історії. Абрагам завершив історію, і під назвою «Тіньовий близнюк» її опублікував Subterranean як повість у 2004 році. Потім Дозой повернувся і для публікації в 2007 року переробив рукопис у 380-сторінковий роман, перейменувавши його на «Мисливські перегони».